# Клыенин
Клыенин — река на полуострове Камчатка в России. Протекает по территории Усть-Камчатского района. Длина реки — 10 км.
Начинается на водоразделе Еловки и Киненина к северу от озера Блюдечко. Впадает в реку Киненин слева на расстоянии 26 км от её устья на высоте 277,9 метров над уровнем моря к западу от горы Плоской.
По данным государственного водного реестра России относится к Анадыро-Колымскому бассейновому округу.